# Игор Симутенков
Игор Симутенков е бивш руски футболист. Той е първият руснак, играл в американската Мейджър Лийг Сокър.

## Кариера
Започва кариерата си в Динамо Москва. Дебютира на 25 септември 1990 срещу Памир Душанбе. Първоначално не играе много често, но след напускането на Игор Коливанов, Сергей Киряков и Игор Доброволский, Симутенков става една от звездите на отбора. Във всички турнири записва 132 мача и 68 гола. През 1994 става голмайстор на Висшата дивизия с 21 гола в 28 мача. Този актив му спечелва повиквателна в националния отбор и трансфер в чужбина. Също така е избран за футболист на годината в страната.
Игор подписва с отборът от Серия А Реджиана. През първия си полусезон за отбора вкарва едва 4 гола в 15 мача. На следващия сезон в Серия Б отбелязва 8 гола и помага на отборът си да се върне в Серия А. През 1996 участва на европейското първенство с отбора на Русия, но отпада още в групите. Въпреки че Реджиана изпадат от Серия А през 1997, Игор остава още 1 сезон в отбора, но вкарва едва 2 гола в 19 мача. През 1998 преминава в Болоня, но там също не вкарва много голове.
През 1999 преминава в испанския Тенерифе, като се разписва едва 4 пъти за 3 сезона. Когато отборът се класира за Ла Лига, Симутенков губи титулярното си място и записва само 9 мача. В началото на 2002 преминава в Канзас Сити Уизардс, ставайки първият руснак, играл в САЩ. В първия си сезон там вкарва 4 гола и 1 в плейофите. През 2003 се представя значително по-добре, като отбелязва 7 гола в 23 мача, но скоро е сполетян от тежка травма и пропуска почти целият следващ сезон. Симутенков отбелязва победният гол за Уизардс на финала на купата на САЩ, но след края на сезона е освободен.
В началото на 2005 подписва с Рубин, но отново е преследван от травми и за целия сезон записва едва 3 мача, 1 от които в първенството. След края на сезона обявява краят на кариерата си поради контузии, но в 2006 играе за Динамо Воронеж във 2 дивизия.

## Като треньор
През 2007 поема Торпедо-РГ, а също така и юношеските формации на Русия. От 2010 е асистент на Лучано Спалети в Зенит. През 2012 води отбора в 2 мача, поради наказание на Спалети.